# Šlesvický chladnokrevník
Šlesvický chladnokrevník je plemeno koní. Šlesvik se vyvinul z jutských koní, kteří mají zase mnoho společného se suffolkskými koňmi. Stejně jako u jutlandů můžeme i původ šlesviků dohledat až k hřebci Aldrup Munkedal, a to přes jeho dva syny, pojmenované Høvding a Prins af Jylland.

## Šlechtění
K zušlechtění plemene byli původně používáni yorkshirští kočároví koně a angličtí plnokrevníci, s rostoucí popularitou Munkedalovy linie se však začali používat jen její příslušníci. V roce 1888 byl stanoven plemenný standard a o tři roky později byla založena chovatelská organizace.
Na konci 19. století byla po šlesvických chladnokrevnících coby středně velkých tažných koních velká poptávka, tahali například tramvaje.
Šlesvik je díky vlivu jutských koní převážně ryzák, ale objevují se i hnědáci a bělouši. Po roce 1938 chovatelé přitvrdili v selekci, aby se jim podařilo vymýtit některé tělesné nedostatky, kterými občas šlesvici trpěli (například příliš dlouhý trup nebo nekvalitní kopyta). Největší popularity dosáhlo plemeno ke konci druhé světové války, kdy bylo v registru zapsáno 25000 klisen a 450 hřebců. Tou dobou se také přistoupilo k vylepšení některých znaků plemene pomocí buloňských a bretaňských hřebců. Buloňci měli ve výsledku na šlesviky větší vliv.
Podobně jako u jutských koní poklesly kvůli nárůstu mechanizace citelně stavy i u šlesvických chladnokrevníků. Stroje převzaly většinu dřívější koňské práce, jako například přibližování dřeva, pomoc v zemědělství nebo transport cestujících. Jako mnoho jiných chladnokrevných plemen je i šlesvik ohrožen zánikem. Nyní[kdy?] se jejich stavy pohybují jen okolo 200 klisen a 30 hřebců.

## Chovatelská organizace
Verein Schleswiger Pferdezüchter, tedy organizace sdružující chovatele šlesvicvických chladnokrevníků, vznikla v roce 1891 a měla rovněž svůj výžeh – koně označovala na stehně oválem s vepsanými písmeny V.S.P. Tato organizace však bohužel s rapidním poklesem populace šlesvických koní v roce 1976 skončila (čísla spadla na 35 klisen a pouhých 5 hřebců). Záznamy o plemeni pak vedla šlesvicko-holštýnská plemenná kniha v Hamburku. Dnešní organizce sdružující chovatele šlesvických chladnokrevníků vznikla v roce 1991, má kolem 190 členů a registruje okolo 200 klisen a 30 hřebců.

## Informace o plemenu
- Výška v kohoutku: 157–163 cm
- Původ: Šlesvicko-Holštýnsko v Německu
- Zbarvení: ryzák, hnědák, bělouš